# Curgos
Curgos es una pequeña localidad de la provincia de Sánchez Carrión en La Libertad, Perú. Es la capital del Distrito de Curgos.

## Ubicación y geografía
Curgos se encuentra a 3.260 m s. n. m., al norte del Perú. Tiene una extensión geográfica de 99,5 km² y una población  de 7.935 (2000).
Es un distrito relativamente joven de la provincia de Sánchez Carrión en el departamento de La Libertad, fue creado junto con Chugay y Cochorco por un mismo decreto ley (9864).
Es este, uno de los distritos más progresistas de la provincia. Sus pobladores viven sobre todo de la agricultura, sus tierras producen la mejor papa de la región y cuenta con una amplia variedad desde la Llameína hasta la Yungay.

El acceso por ruta desde Huamachuco es rápido y fácil, el tiempo de viaje aproximado es de 35 minutos. Cuenta con electricidad, televisión, teléfono, hotel, estación de radio, y losas deportivas. Existen varios lugares turísticos cercanos para visitar, como los baños termales de El Edén y Yanasara, enlazados al pueblo por una buena infraestructura de carreteras.

## Historia
Curgos fue elevado a la categoría de distrito, el 13 de diciembre de 1943 por decreto Ley 9864, siendo Presidente de la República Manuel Prado Ugarteche. La inauguración fue el 8 de febrero de 1944 concurriendo a este acto varias personas notables de Huamachuco, entre ellas el señor subprefecto Armando Gamarra Cruchaga.
En este acto solemne hicieron uso de la palabra el subprefecto e Isaac Rincón Cruchaga en representación del Concejo Provincial de Huamachuco, así como Santiago Daza Bermúdez en nombre del flamante distrito y finalmente Aída Vidal de Gamarra en nombre de la mujer huamachuquina, quienes además rubricaron el documento de inauguración.

## Estadísticas

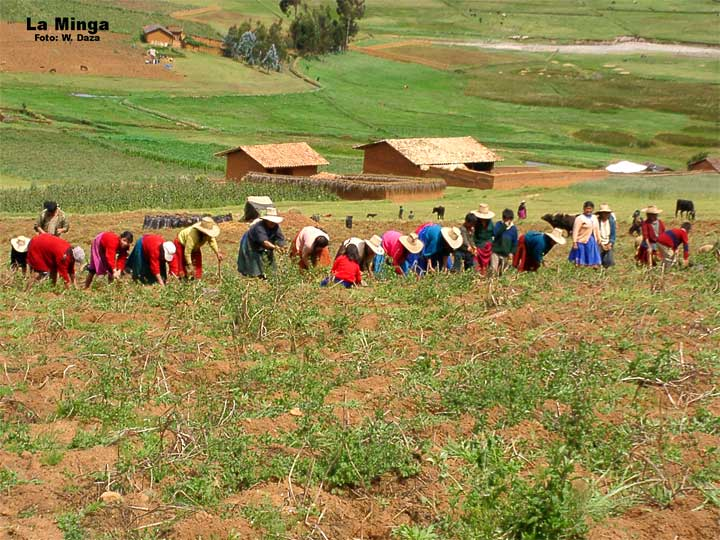
"Minga" (trabajo popular colectivo).

El distrito de Curgos cuenta con una población de 7.500 habitantes (1993), de los cuales 1400 personas viven en el pueblo.
La principal actividad económica es la agricultura.
Ver cuadros del INEI:
- INEI Banco de datos Características sociodemográficas del pueblo de Curgos

- INEI Banco de datos de la población urbana y rural distrito de Curgos

## Turismo
La zona de destaca por la belleza de sus paisajes y sus aguas termales tanto de Yanasara como de El Edén. Los paisajes más despejados y abiertos, idóneos para el relax, son propios de Yanasara, mientras que las experiencias más atrevidas, propicias para la aventura, se pueden llevar a cabo en El Edén.

Desde Curgos se tiene la mejor vista del cerro Huaylillas.
Todos los miércoles de cada semana se celebra una feria, en la que se negocian a trueque o a venta, ganado vacuno, equino y lanar. Pero además es un día de distracción para el pueblo, casi una fiesta en la que la gente tiene la posibilidad de ofrecer su arte textil, culinario y, sobre todo, de interrelacionarse con sus vecinos y los visitantes.
El 3 de mayo, en la plaza central de Curgos se celebra la procesión al Señor de los Milagros, que es su fiesta patronal; y el 8 de diciembre se celebra otra la procesión a La Virgen Campesina de Curgos. El 4 de octubre también se celebra la fiesta de San Francisco de Asís en la plazuela El Recreo, de la parte alta del pueblo.

### Aguas termales El Eden

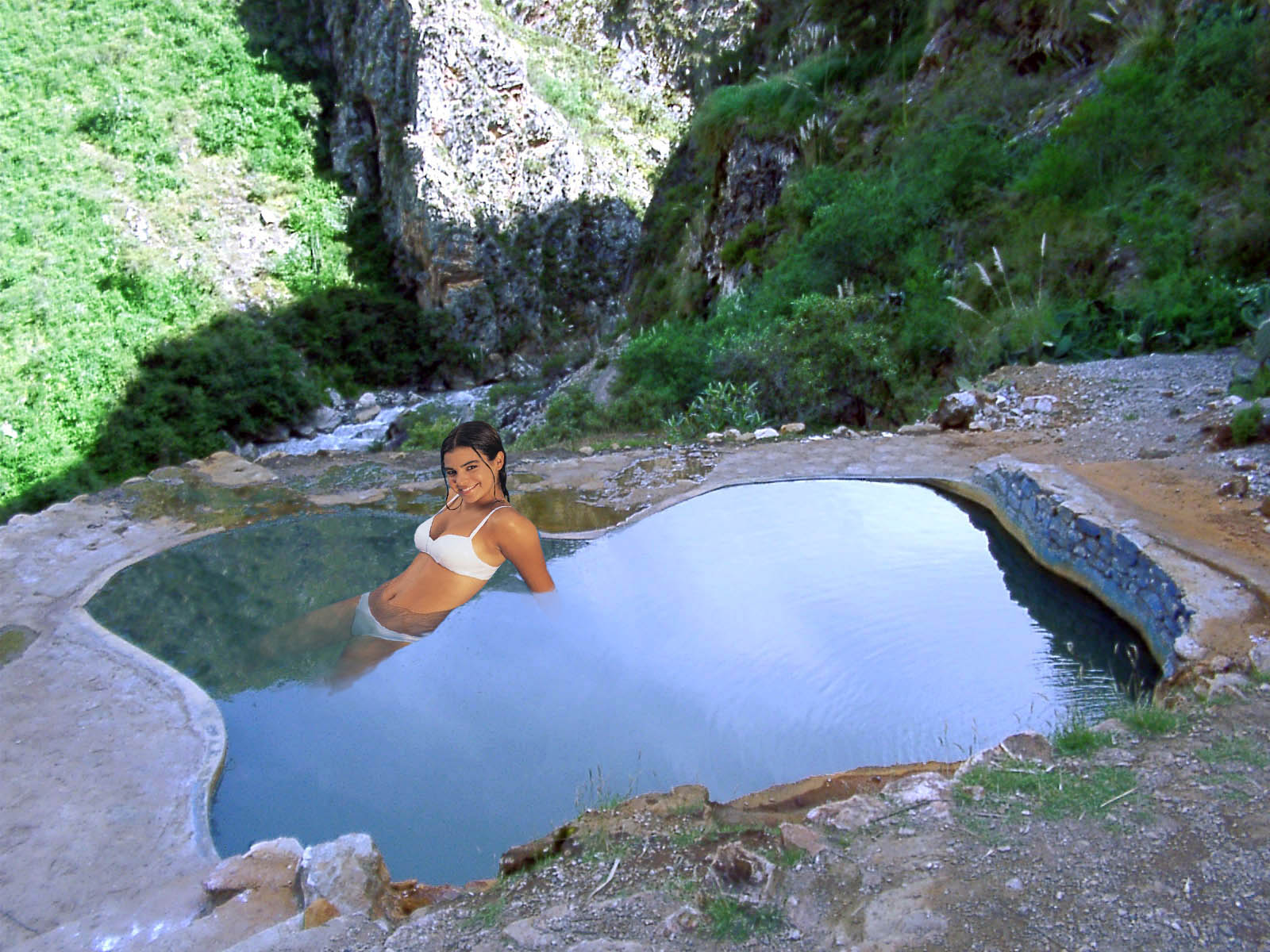
Baños termales y medicinales El Edén, en el Perú.

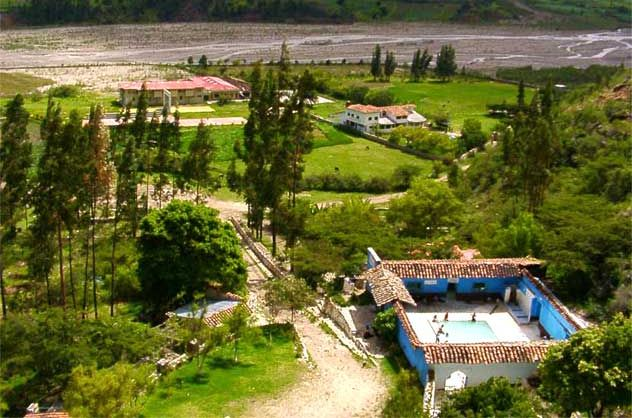
Vista de los baños termales Yanasara, Perú.

Se encuentran a 20 min de Curgos y a 50 de Huamachuco, desde donde se puede tomar medios de transporte que van a Sarin. En el trayecto se goza de vistas panorámicas de los paisajes de Sarin y Serpaquino en cuya hacienda años atrás se producía abundante queso.

Las aguas termales, están junto al río Chusgón en cuyas aguas se puede pescar.
Es una quebrada que se encuentra al fondo de unas peñas, con abundante agua caliente y numerosos arroyos con pozas, se pueden recibir terapéuticos masajes por el impacto de los chorrillos del agua sulfurosa y ferrosa sobre el cuerpo, la cual tiene muchas propiedades curativas sobre todo para los casos de reumatismo. Se diferencian dos zonas, según la temperatura del agua, en la parte alta se encuentra la más caliente, mientras que en la baja la temperatura desciende desde templada a fría. 
También cuenta con una gran piscina temperada y con Los Peroles, que son pozas sobre cúmulos de óxido de hierro, formaciones milenarias que han creado extrañas formas naturales.
Una de las atracciones turísticas es la cueva de los murciélagos, a los cuales se puede ver durmiendo colgados en el techo.
- El Edén desde el satélite

### Aguas termales de Yanasara
Yanasara se encuentra a una hora de Huamachuco por la ruta Sausacocha o también por el pueblo de Curgos vía la nueva carretera construida recientemente. Las termas de Yanasara poseen piscinas y pozas de aguas termales ubicadas a orillas de los ríos Curgos y Chusgón cuya blanca playa resalta el paisaje del lugar, donde además se puede visitar la exhacienda Pinillos, a unos pasos de las termas.

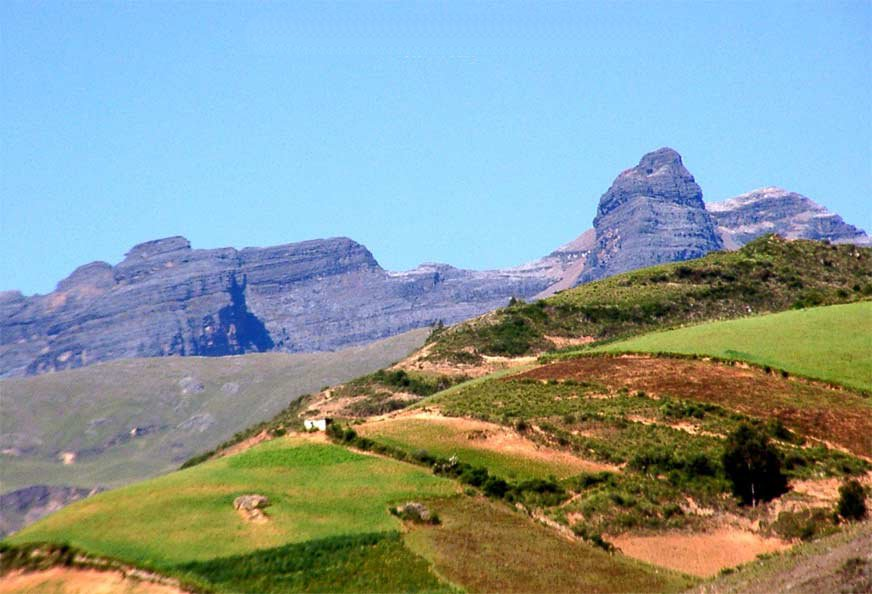
Cerro Huaylillas.

Yanasara cuenta con restaurante y un hotel con sala de conferencias, canchas deportivas y juegos recreativos.

#### El Huaylillas
El cerro Huaynillas es parte de la cordillera y si bien en un principio fue un nevado sus hielos se han derretido, su cima se eleva sobre paisajes circundados de lagunas y extensas pampas.

Su cima posee la forma de un cerdo, por lo que los lugareños le llaman El Coche Huaylillas.

#### Laguna de Collasgón
La laguan de Collasgón se encuentra en Cuyupampa, en el trayecto de Huamachuco a Curgos, donde habitan gran variedad de patos silvestres y otras aves.